# Amortiguador de fricción

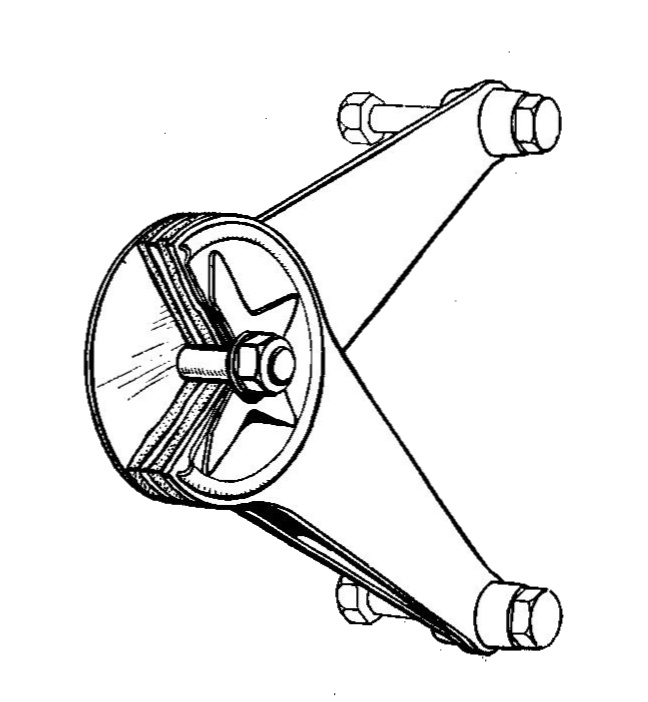
Amortiguador de fricción André Hartford

Los amortiguadores de disco de fricción o amortiguadores André Hartford fueron una forma temprana de amortiguador utilizado para la suspensión de automóviles. Se utilizaron comúnmente en la década de 1930, pero se consideraron obsoletos en la posguerra.

## Origen
El patrón de disco de fricción fue inventado por Truffault, antes de 1900. Los modelos iniciales utilizaron superficies de fricción de cuero engrasado entre discos de bronce comprimidos por resortes cónicos ajustables, con el paquete de discos flotando entre los brazos del chasis y el eje, en el estilo distintivo. A partir de 1904, estos fueron autorizados a varios fabricantes, incluidos Mors, que había aplicado por primera vez amortiguadores a los automóviles, y Hartford en los Estados Unidos. También se aplicaron amortiguadores similares como amortiguadores de dirección desde esta fecha temprana.

## Construcción

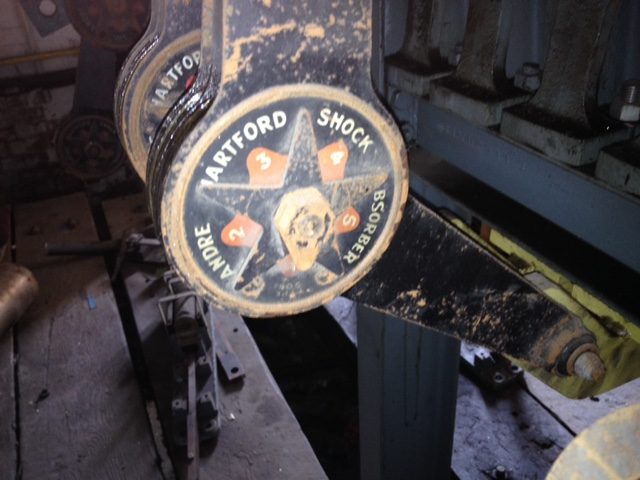
Modelo de André Hartford, insertado en una caja de cambio de señales de ferrocarril.

Los amortiguadores se basan, como su nombre indica, en la fricción dentro de una pila de discos, sujetados firmemente con un resorte y un perno de sujeción.

### Diseño de André Hartford
El material del disco de fricción era normalmente un disco de madera entre las dos caras de los brazos de acero. En cuanto al desarrollo de las zapatas de embrague y freno, el desarrollo de estos materiales de fricción estaba en su infancia. Se había utilizado cuero tratado para los embragues y, aunque ofrecía un buen comportamiento de fricción, era propenso a la fricción al arrancar por primera vez y también fallaba cuando se sobrecalentaba. Los materiales de fricción a base de asbesto se usaban a veces para las carreras, en un intento de mantener los amortiguadores funcionando correctamente incluso cuando se sobrecalentaban.
La fuerza de amortiguación de un amortiguador de fricción se ajusta con el pivote central y el perno de sujeción. Un resorte en forma de estrella aplica una fuerza a la pila de discos. La fuerza de amortiguación es aproximadamente proporcional a esta fuerza y la tuerca de sujeción está provista de un brazo indicador para indicar el ajuste aproximado.

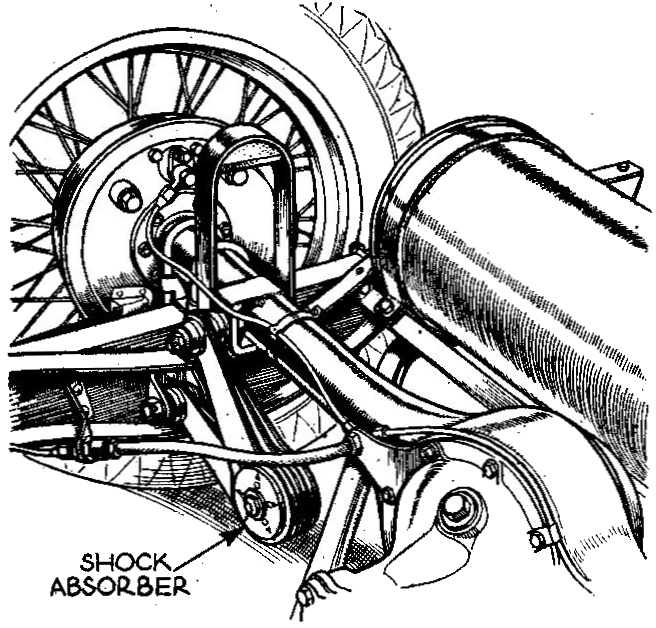
Instalación en suspensión trasera

Los amortiguadores André Hartford se fabricaron en cuatro tamaños, según el peso del vehículo y el uso previsto. Estos fueron la combinación de dos diámetros de disco: 3+1/4 pulgadas (83 mm) y 4 1⁄2 pulgadas (110 mm) y como diseños de placas simples o múltiples. Los amortiguadores individuales tenían dos superficies de fricción: un solo brazo en un lado estaba anidado entre dos brazos conectados al otro. Los amortiguadores multiplatos tenían dos y tres brazos a cada lado.
Los amortiguadores se montaron en el chasis y el eje a través de casquillos Silentblock en cada extremo. Los casquillos Silentblock fueron otro desarrollo de principios de la década de 1930, un casquillo de caucho vulcanizado adherido a un tubo de acero. Estos proporcionaron la ubicación rígida que requería una suspensión precisa, pero redujeron la vibración y el ruido de la carretera, en comparación con los vehículos previos. Muchos automóviles utilizaron diseños diferentes para la parte delantera y trasera respectivamente, donde los brazos traseros estaban atornillados rígidamente al chasis, en lugar de con un casquillo giratorio.

### Diseño de Ram
El modelo inventado por Georges de Ram, era más sofisticado y complejo, destinado a proporcionar una amortiguación más consistente a altas velocidades. Solo se usaron en vehículos de alta gama, especialmente Bugattis. Los primeros Bugattis habían utilizado el propio patrón de Bugatti de amortiguador de placas múltiples, similar al André Hartford.
El amortiguador de Ram utiliza una pila de discos de placas múltiples metálicas, con discos alternativos acanalados a un portador cilíndrico interior o exterior, similar al concepto de los embragues de placas múltiples de la época. Debido al peso de la carcasa, los amortiguadores de Ram siempre se montaron en el chasis, con un solo brazo en el eje.

### Elementos de fricción cilíndricos
Un patrón similar, con un elemento de fricción cilíndrico, se usó en los autos Mercedes-Benz de 1928. El Mercedes anterior había usado el patrón Hartford.
En 1930 se patentó una forma que utiliza un rodamiento de rodillos cilíndricos con una pista elástica.

## Amortiguación regulable
La tasa de amortiguación de los amortiguadores de fricción no tiene un comportamiento ideal para la suspensión de automóviles. Una suspensión ideal ofrecería más amortiguación a mayores fuerzas de compresión, con menos amortiguación a bajas velocidades para una conducción más suave. Sin embargo, los amortiguadores de fricción tenían una tasa prácticamente constante. Esto era aún mayor cuando estaba parado, debido a la fricción entre las placas estacionarias. Para golpes más grandes, la amortiguación puede incluso reducirse. Esto es particularmente un problema para la conducción rápida, cuando las fuerzas elevadas repetidas pueden hacer que las placas de fricción se calienten y pierdan su eficiencia.
El automovilismo en la década de 1930 era a menudo un asunto de aficionados, donde los autos deportivos se conducían a pistas de carreras como Brooklands, se ajustaban en el paddock a su ajuste de carrera y luego se corrían. Era normal reajustar la amortiguación entre las configuraciones de "carretera" y "carrera".
La necesidad de una amortiguación ajustable era tan grande que incluso resultó útil proporcionar un medio para ajustarla mientras se conducía. Esta era una característica que solo se usaba en autos de lujo, a menudo autos más grandes que podrían necesitar configurar su suspensión para diferentes números de pasajeros. La rigidez podría aumentarse entre "ciudad" y un ajuste más rígido para la carretera abierta más rápida. Estos amortiguadores eran más conocidos bajo la marca Telecontrol. Se podría usar un control hidráulico, con una bolsa de goma inflable en el paquete de discos, para aumentar la fuerza de sujeción y, por lo tanto, su rigidez de amortiguación.
Una de las principales razones del declive de los amortiguadores de fricción en la posguerra, a favor de los brazos de palanca hidráulicos, fue el mejor cambio de velocidad del amortiguador hidráulico con la amplitud de la suspensión. Los amortiguadores hidráulicos tenían una resistencia que aumentaba inherentemente con la velocidad del movimiento de la suspensión, un comportamiento mucho más útil. Este útil comportamiento inherente significaba que el ajuste manual era mucho menos necesario, y ciertamente no durante la conducción.

## Uso en motocicletas

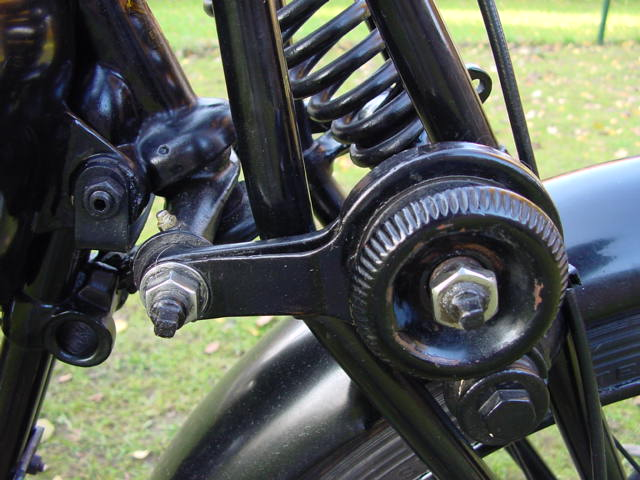
Horquilla delantera de motocicleta Velocette 1933

Las motocicletas del mismo período, hasta la década de 1950, que usaban horquillas de viga también usaban amortiguadores de disco de fricción. A menudo, estos estaban provistos de un gran volante, de modo que pudieran ajustarse fácilmente durante un viaje, o incluso mientras estaban en movimiento.

## Uso en cajas de señales

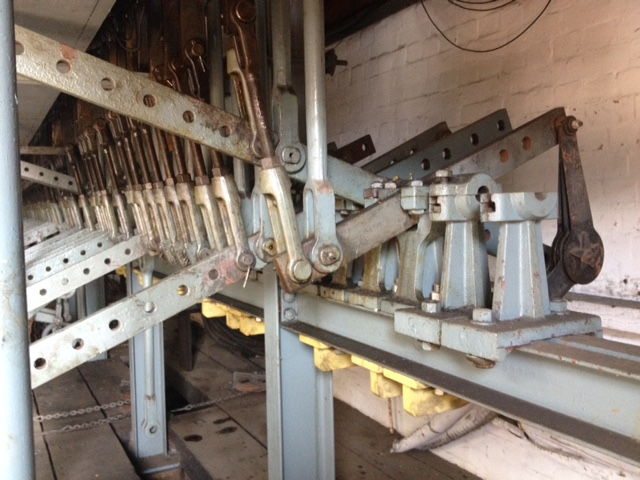
Marco de palanca de la caja de señal en Stafford, con amortiguadores Hartford en la parte trasera.

Los amortiguadores Hartford también se utilizaron dentro de los marcos de palanca manual de algunas cajas de señales ferroviarias en el Reino Unido. Se utilizaron para evitar cargas de impacto si se permitía que las palancas se golpearan contra el marco bajo el peso de los contrapesos.

## Fabricantes
André Hartford tenía patentes sobre este diseño, pero la tecnología de fabricación requerida era simple y muchos otros fabricantes también las producían.
- André Hartford, probablemente la marca más conocida antes de la guerra.[4][9]

- F. Repusseau & Cie hicieron el patrón de Hartford bajo licencia en París.
- Bentley & Draper Ltd

- Telecontrol, que destaca por sus amortiguadores regulables
- de Ram,[5][12] un amortiguador más complicado utilizado en Bugattis posteriores. Un intento de solucionar los problemas que luego serían resueltos por los amortiguadores hidráulicos..[1]

Todavía se fabrican componentes y repuestos modernos para proyectos de restauración.